# Conus flavescens
Espèce
Statut de conservation UICN

 LC  : Préoccupation mineure
Conus flavescens est une espèce de mollusques gastéropodes marins de la famille des Conidae.
Comme toutes les espèces du genre Conus, ces escargots sont prédateurs et venimeux. Ils sont capables de « piquer » les humains et doivent donc être manipulés avec précaution, voire pas du tout.

## Distribution
Locus typicus : Sowerby (1858) a donné l'Australie du Sud comme localité type, ce qui est incorrect. Clench (1942) a suggéré que les spécimens originaux pourraient provenir des Bahamas. Cette zone est ici sélectionnée Locus typicus.
Cette espèce marine est présente dans la Mer des Caraïbes et le Golfe du Mexique au large de la Floride, aux États-Unis, dans les Grandes Antilles et au large des Bahamas.

### Niveau de risque d’extinction de l’espèce
Selon l'analyse de l'UICN réalisée en 2011 pour la définition du niveau de risque d'extinction, cette espèce se trouve en Floride, aux Bahamas, aux Turks et Caicos et au nord de Cuba. Il n'y a pas de menaces connues pour cette espèce à large répartition. Cette espèce est classée dans la catégorie "préoccupation mineure".

## Taxonomie

### Publication originale
L'espèce Conus flavescens a été décrite pour la première fois en 1834 par le naturaliste, illustrateur et conchyliologiste britannique George Brettingham Sowerby I (1788-1854) dans la publication intitulée « The conchological illustrations or, Coloured figures of all the hitherto unfigured recent shells »,.

### Synonymes
- Conus (Dauciconus) flavescens G. B. Sowerby I, 1834 · appellation alternative
- Conus fulvus Fenaux, 1943 · non accepté
- Gradiconus flavescens (G. B. Sowerby I, 1834) · non accepté
- Tuckericonus flavescens (G. B. Sowerby I, 1834) · non accepté

### Sous-espèces
- Conus flavescens caribbaeus Clench, 1942
- Conus flavescens flavescens G. B. Sowerby I, 1834

## Identifiants taxonomiques
Chaque taxon catalogué par les bases de données biologiques et taxonomiques possède un identifiant qui permet d'établir un point de référence. Les identifiants de Conus flavescens dans les principales bases sont les suivants :
CoL : 5ZXQT - GBIF : 5193256 - iNaturalist : 431973 - IRMNG : 10242147 - SeaLifeBase : 75348 - TAXREF : 6338 - UICN : 192627 - WoRMS : 420210